# Colin Garwood
Colin Arthur Garwood (sinh ngày 29 tháng 6 năm 1949 ở Heacham, Norfolk) là một cựu cầu thủ bóng đá người Anh ghi 157 bàn thắng trong 426 trận ở Football League thi đấu ở vị trí tiền đạo cho Peterborough United, Oldham Athletic, Huddersfield Town, Colchester United, Portsmouth và Aldershot trong các thập niên 1960, 1970 và 1980. Mức giá £54.000 Aldershot trả cho Portsmouth vào tháng 2 năm 1980 là kỉ lục của câu lạc bộ.